# أليخاندرو مانكوسو
أليخاندرو مانكوسو (بالإسبانية: Alejandro Mancuso) (مواليد 4 سبتمبر 1968) هو لاعب كرة قدم. يلعب مع منتخب الأرجنتين لكرة القدم. سبق له أن لعب في كأس العالم لكرة القدم مع منتخب بلاده.

## مسيرته الكروية
لعب أليخاندرو مانكوسو خلال مسيرته الاحترافية مع 9 أندية في سبعة عشر موسمًا وسجل خلالها 8 أهداف ضمن 204 مباراة. ولم يفز بأي موسم بالكأس وفاز في موسمين بالدوري.
خاض أليخاندرو مانكوسو مسيرته مع نادي فيرو كاريل أويستي في موسم 1987–88 ولمدة موسمين، لم يشارك في أي مباراة ولم يسجل أي هدف. ثم انتقل إلى نادي فيليز سارسفيلد في موسم 1989–90 ليلعب معه أربعة مواسم، حيث شارك في 88 مباراة سجل خلالها 4 أهداف. لينتقل بعدها إلى نادي بوكا جونيورز في موسم 1992–93 واستمر معه طيلة ثلاثة مواسم، مشاركًا في 55 مباراة سجل خلالها هدفين. ثم انتقل إلى نادي بالميراس ما بين عامي 1995 و1996 لمدة موسم واحد، مشاركًا في 15 مباراة سجل خلالها هدفًا واحدًا. هذا وانتقل لاحقًا إلى نادي فلامنغو ما بين عامي 1996 و1997 لمدة موسم واحد، مشاركًا في 13 مباراة ولم يسجل أي هدف. ثم انتقل بعدها إلى نادي سانتا كروز ما بين عامي 1997 و1998 في المرة الأولى لمدة موسم واحد ثم في عامي 1999-2001 ولمدة موسمين، لم يشارك في أي مباراة ولم يسجل أي هدف أيضًا. ليعود وينتقل من جديد، لكن هذه المرة إلى نادي إنديبندينتي في موسم 1997–98 لمدة موسم واحد، مشاركًا في 19 مباراة ولم يسجل أي هدف أيضًا. لينتقل بعدها إلى نادي بطليوس في موسم 1998–99 لمدة موسم واحد، مشاركًا في 12 مباراة سجل خلالها هدفًا واحدًا. ثم لعب في نادي بيلا فيستا ما بين عامي 2000 و2001 لمدة موسم واحد، مشاركًا في مباراتين ولم يسجل أي هدف.

## روابط خارجية
- أليخاندرو مانكوسو على موقع الاتحاد الدولي (مؤرشف)  (الإنجليزية)
- أليخاندرو مانكوسو على موقع قاعدة بيانات كرة القدم.إي يو (الإنجليزية)
- أليخاندرو مانكوسو على موقع ناشيونال فوتبول تيمز (الإنجليزية)
- أليخاندرو مانكوسو على موقع Soccerway.com (الإنجليزية)
- أليخاندرو مانكوسو على موقع كووورة